# Индийские пикули
Индийские пикули (хинди अचार achār, урду اچار‎ achār, бенг. আচার achār, там. ஊறுகாயஂ уругай, телугу ఊరగాయ урагая, канн. ಉಪ್ಪಿನಕಾಯಿ уппинакайи, маратхи लोणचे лоначе, гудж. અથાણું athāṇũ , другие названия) — маринованные в масле с приправами овощи или фрукты, использующиеся как закуска или приправа к блюдам пакистанской, бенгальской (Бангладеш) и индийской кухни.
Наиболее часто для приготовления используются неспелые манго, лимоны, лаймы, зелёный перец чили, зубчики чеснока, имбирь, кольраби, морковь, хрен, редька, иногда также лотос.
Для приготовления пикулей овощи или фрукты разрезаются на маленькие кусочки и затем укладываются, пересыпанные солью и пряностями, в растительное масло. Как правило, для этого берётся горчичное или сезамовое (кунжутное) масло. В связи с тем, что в различных районах Индии и Пакистана употребляются для такой консервации различные масла и пряности, вкус бывает неодинаковым. Традиционно приготовленный, он должен «созревать» в тёплой масляной «бане» не менее трёх недель перед употреблением. Получающийся в результате этого процесса маринад уничтожает возможные бактерии.
Наиболее распространёнными являются — в том числе и промышленно производимые — пикули из манго, лайма, чили, чеснока, ассорти. В ассорти, как правило, содержатся манго, морковь, лук, цветная капуста или кольраби.
В разных регионах Индии пикули имеют местное название. На севере и в центральной Индии (Хиндустан) они называются ачар (такое же название носит блюдо, распространённое в Малайзии и Индонезии). В Южной Индии каждый вид маринованных овощей и фруктов часто носит своё собственное название.